# Mengusovce
Mengusovce (em alemão: Mengsdorf; húngaro: Menguszfalva) é um município da Eslováquia, situado no distrito de Poprad, na região de Prešov. Tem 8,94 km² de área e sua população em 2018 foi estimada em 694 habitantes.

## Demografia
| Ano:        | 1994 | 2004   | 2014   | 2024   |
| ----------- | ---- | ------ | ------ | ------ |
| Broj ljudi: | 566  | 607    | 665    | 682    |
| Razlika:    |      | +7,24% | +9,55% | +2,55% |

| Ano:               | 2023 | 2024   |
| ------------------ | ---- | ------ |
| Número de pessoas: | 669  | 682    |
| Diferença:         |      | +1,94% |